# Sarcophaga horii
Sarcophaga horii är en tvåvingeart som beskrevs av Tadao Kano 1953. Sarcophaga horii ingår i släktet Sarcophaga och familjen köttflugor. Inga underarter finns listade i Catalogue of Life.